# Gheorghe Gornea
Gheorghe Gornea, né le 2 août 1944 à Sinaia en Roumanie et mort en 2005 dans la même ville, était un footballeur international roumain, qui évoluait au poste de gardien de but.
Il compte quatre sélections en équipe nationale entre 1968 et 1969.

## Biographie

### Carrière de joueur
Avec le club d'UTA Arad, il remporte deux championnats de Roumanie.
Avec cette même équipe, il joue 6 matchs en Coupe d'Europe des clubs champions.
Il dispute un total de 143 matchs en première division roumaine.

### Carrière internationale
Gheorghe Gornea compte quatre sélections avec l'équipe de Roumanie entre 1968 et 1969.
Il est convoqué pour la première fois par le sélectionneur national Angelo Niculescu pour un match des éliminatoires de la Coupe du monde 1970 contre le Portugal le 27 octobre 1968 (défaite 3-0). Il reçoit sa dernière sélection le 15 janvier 1969 contre l'Angleterre (1-1).
Il participe à la Coupe du monde de 1970, compétition lors de laquelle il ne joue aucune rencontre.

## Palmarès
- Avec le Steaua Bucarest :
  - Vainqueur de la Coupe de Roumanie en 1966

- Avec l'UTA Arad :
  - Champion de Roumanie en 1969 et 1970